# Стенешть (Джурджу)
Стенешть, Стенешті (рум. Stănești) — село у повіті Джурджу в Румунії. Входить до складу комуни Стенешть.
Село розташоване на відстані 60 км на південь від Бухареста, 11 км на захід від Джурджу.

## Населення
За даними перепису населення 2002 року у селі проживали 1589 осіб. Усі жителі села рідною мовою назвали румунську.
Національний склад населення села:
| Національність | Кількість осіб | Відсоток |
| -------------- | -------------- | -------- |
| румуни         | 1580           | 99,4%    |
| цигани         | 9              | 0,6%     |